# Élisabeth Boselli
Élisabeth Thérèse Marie Juliette Boselli (11 de março de 1914 – 25 de novembro de 2005) foi uma militar francesa e piloto de aeronaves militares e civis. Foi a primeira mulher a ser piloto de caça a servir na Força Aérea Francesa, e bateu oito recordes mundiais de distância, altitude e velocidade.